# Vermeer-Thijs (equip ciclista)
L'equip Vermeer-Thijs, conegut anteriorment com a Mini-Flat, va ser un equip ciclista belga que competí professionalment entre el 1978 i el 1982.
Va ser el successor de l'equip Maes Pils - Mini-Flat i no s'ha de confondre amb l'equip Boule d'Or.

## Principals resultats
- Gran Premi Jef Scherens: Frans Van Looy (1978)
- Kuurne-Brussel·les-Kuurne: Walter Planckaert (1979)
- Circuit de Houtland: Walter Planckaert (1980)
- Halle-Ingooigem: Emile Gijsemans (1979), Frans Van Looy (1980)
- Milà-Sanremo: Alfons de Wolf (1981)
- Tres dies de De Panne: Jan Bogaert (1981)
- Omloop Het Nieuwsblad: Fons De Wolf (1982)

### A les grans voltes
- Volta a Espanya
  - 0 participacions
  - 0 victòries d'etapa:

- Tour de França
  - 2 participacions (1981, 1982)
  - 2 victòries d'etapa:
    - 2 al 1982: Pol Verschuere, Adri van Houwelingen

  - 0 victòries final:
  - 0 classificacions secundàries:

- Giro d'Itàlia
  - 0 participacions
  - 0 victòries d'etapa: